# Rhinosimus striolatus
Rhinosimus striolatus es una especie de coleóptero de la familia Salpingidae.

## Distribución geográfica
Habita en Madagascar.